# Geografia di Hunter × Hunter

Mondo di Hunter × Hunter

Il mondo immaginario di Hunter × Hunter, manga scritto dal mangaka Yoshihiro Togashi, è composto da sei continenti e da un oceano che li divide. I continenti sono gli stessi che esistono nel mondo reale, ma sono spostati o ruotati a seconda dei casi, occupando posizioni diverse dai loro corrispettivi reali. Gli unici continenti di cui conosciamo il nome sono Azia e Yorbia. Ci sono 250 stati nel mondo.
Al di fuori del mondo conosciuto c'è il Mondo esterno, che contiene il Continente oscuro. Questo posto non compare sulle mappe, ma sembra avere un'estensione di gran lunga superiore al mondo conosciuto.

## Azia
Il continente Azia si trova nella parte nord-orientale del mondo di Hunter × Hunter. È la trasposizione dell'Europa e di una parte dell'Asia nel mondo reale.

### Kakin
Kakin è uno stato al centro del continente Azian. Circa trent'anni prima dell'inizio della storia è stato oggetto della Rivoluzione Silenziosa, che lo ha trasformato da impero socialista a democrazia parlamentare. È attualmente governato dal re Hoicoro.
Viene menzionato per la prima volta quando Hoicoro richiede la presenza di una squadra di hunter per catalogare e trovare nuove specie animali nella zona. Qui è dove arrivano Gon e Killua guidati dalla carta Accompagnamento che hanno ottenuto dal completamento di Greed Island e si incontrano con Kaito e la sua squadra di collaboratori, intenti nella ricerca biologica per il governo locale.
Successivamente Kakin conquista il centro della scena mondiale per il tentativo di re Hoicoro di organizzare una spedizione per raggiungere il Mondo esterno e il Continente oscuro.

## Yorbia
Il continente Yorbia si trova nella parte sud-occidentale del mondo di Hunter × Hunter. È la trasposizione del Nord America nel mondo reale.

### Unione Mitene
L'Unione Mitene è una federazione formata da cinque stati. Si trova nelle Isole Balsa, nella parte meridionale del continente Yorbia. Comprende la Regione Autonoma di Neo Green Life, la Repubblica di Rokario, la Repubblica Hass, la Repubblica di Gorteau Ovest e la Repubblica di Gorteau Est.

#### Neo Green Life
Neo Green Life, abbreviato N.G.L., è uno stato facente parte dell'Unione Mitene, caratterizzato da una cultura neo-luddita. Gli abitanti di N.G.L. rigettano qualsiasi forma di tecnologia moderna e impediscono l'ingresso nel paese di qualsiasi oggetto prodotto da materiali sintetici. La modalità prevalente di comunicazione è affidata alle lettere, mentre il cavallo rappresenta il mezzo di trasporto più comune.
Per avere accesso al paese bisogna sottoporsi a una serie estesa di controlli, tra cui ispezioni a raggi x e ultrasuoni. I macchinari necessari a questi controlli sono posizionati alle porte di N.G.L. e sono le uniche forme di tecnologia permessa. Il traffico illecito di beni tecnologici, medicinali moderni, o armi è punito con l'arresto o con una condanna a morte.
La doppia faccia di N.G.L. è rivelata con la scoperta di una serie di laboratori, fabbriche e magazzini per la produzione, lo stoccaggio e la vendita di droghe e narcotici, tra cui la popolare D².
Lo stato era popolato da 2,17 milioni di abitanti, prima dello sterminio compiuto ad opera delle formichimere. In seguito alla sconfitta degli insetti lo stato è stato abbandonato e trasformato in una riserva naturale permanente, mentre gli abitanti superstiti sono emigrati negli altri stati dell'Unione Mitene.

#### Repubblica del Gorteau Orientale
La Repubblica del Gorteau Orientale è uno stato che si trova nell'estremo est dell'isola su cui sorge l'Unione Mitene. Ha per capitale Peijin, città che si trova sulla costa est della nazione. Viene descritta come una nazione molto arretrata (sia dal punto di vista dei diritti umani che da quello economico) e chiusa ai rapporti con gli altri stati. È stata la seconda nazione a cadere sotto l'attacco delle formichimere. Il Re Meruem ha ucciso il Leader Supremo Diego Masadoru e si è proclamato reggente, avviando immediatamente la fase della "selezione", in cui gli abitanti del Gorteau Orientale sono stati forzatamente richiamati nella capitale per scegliere tra di loro gli individui che avrebbero fatto parte del corpo d'armata delle formichimere.
Lo stato è una specie di parodia della Corea del Nord, tipo l'onnipresente figura del leader, il continuo indottrinamento delle masse, il continuo mentire sia sulla sua condizione che su quella degli altri stati. Secondo le informazioni di Killua nello stato sono vietati i cellulari per evitare agli abitanti contatti con l'esterno, vige un sistema di autocontrollo spietato che divide le famiglie e costringe le persone a non fidarsi mai di loro oltre al fatto che continuano a mentire alla popolazione rubando costantemente gli aiuti umanitari inviati dagli altri stati per far vivere nel lusso pochi funzionari ricattando le altre nazioni per ottenere una costante fornitura di aiuti umanitari utilizzando il deterrente delle armi nucleari e dicendo alla popolazione che loro se la passavano bene mentre mezzo mondo era alla fame.

### York Shin City
York Shin City (ヨークシンシティ?, Yōkushin Shiti) è una grande metropoli che si estende sul continente Yorbia. La città è famosa per ospitare diverse aste dal 1° al 10 settembre, inclusa l'asta più grande del mondo: la Southernpiece Auction, che raccoglie in un'unica sede gli oggetti più rari e di valore del mondo. A parte le numerose case d'asta legali, la città è anche famosa per il suo mercato nero, in cui è possibile trovare ogni tipo di oggetto illegale e per ospitare una volta all'anno l'asta privata della mafia, un evento curato dagli stessi dieci Anziani.
Il nome della città non è altro che una traduzione parziale di New York City, dal momento che shin (新) significa "nuovo". Allo stesso modo, la posizione di York Shin City nel continente Yorbian è la stessa che occupa New York nel Nord America,nella serie si può vedere che nella città ci sono dei monumenti reali di città italiane come la cupola del Brunelleschi di Santa Maria in Fiore di Firenze e Piazza Navona e Piazza di Spagna di Roma.

## Continente (Africa)

### Repubblica di Padokia
La Repubblica di Padokia è uno stato che si trova nella parte nord-occidentale del mondo di Hunter × Hunter. Corrisponde grossomodo alla regione africana del Maghreb.

#### Arena Celeste
L'Arena Celeste (天空闘技場?, Tenkū Tōgijō) è il sito per combattimenti più popolare al mondo. È situato nella parte est del continente.
L'Arena è il quarto edificio più alto del mondo, possiede 251 piani ed ha un'altezza di circa 1000 metri. Al suo interno centinaia di lottatori si danno battaglia ogni giorno per avanzare ai piani superiori. Ogni vittoria, fino al raggiungimento del 199º piano, viene ricompensata con una somma in denaro proporzionale alla difficoltà del piano in cui si combatte. Dal 100º piano in poi ai partecipanti vengono assegnate anche delle stanze private.
Dal 200º piano in poi le regole dei combattimenti cambiano. Non si ricevono più soldi per le vittorie, viene permesso l'uso delle armi negli scontri, e si lasciano fino a un massimo di 90 giorni di tempo ad ogni partecipante per preparare lo scontro successivo, anche se tecnicamente sarebbe possibile combattere ogni giorno se lo si volesse. Perdere quattro incontri porta all'eliminazione dal torneo, mentre vincerne dieci permette di acquisire il titolo di Maestro del piano. Ogni piano dal 230º al 250º ha un suo maestro e ogni due anni viene indetto un torneo chiamato Battaglia Olimpia tra i maestri dei diversi piani. Il vincitore ha il diritto di risiedere al 251º piano dell'Arena Celeste.

#### Monte Kukuru
Il Monte Kukuru (ククルー=マウンテン?, Kukurū Maunten) è un vulcano spento situato nella regione Dentora della Repubblica di Padokia. Si erge per 3772 metri sul livello del mare e le sue pendici sono avvolte da una densa foresta tropicale. La famiglia Zoldick è proprietaria dell'intera montagna. Sulla sommità vi è costruita la loro dimora, mentre il perimetro del monte è recintato con uno spesso muro di pietra per impedire a curiosi e visitatori di entrare.

## Altro

### Greed Island
Greed Island è l'isola che ospita l'omonimo gioco. Si trova a est del continente Yorbia, ma non può essere raggiunto se non attraverso l'ingresso nel gioco. Se qualcuno tenta un avvicinamento dal lato mare, immediatamente un game master di Greed Island gli si fa incontro per invitarlo ad andarsene e ad entrare dall'ingresso regolare, eventualmente anche con l'uso della forza. La capitale è Limeiro.

### Dolle Harbor
Dolle Harbor è una città portuale e punto di riferimento per gli aspiranti Hunter.

### Zaban City
Zaban City è la città dove si svolge il 287 Esame di selezione Hunter. 

### Isola Balena
L'Isola Balena è una piccola isola di pescatori, abitata da un ristretto numero di persone. Deve il suo nome alla particolare somiglianza tra la sua forma e una balena, dovuta alla presenza di una grande montagna, che funge da dorso, e di un colle più basso, che idealmente rappresenta la coda del cetaceo. È il paese natale di Gon, il protagonista della storia e di Gin e Mito, rispettivamente del padre e della cugina del padre (nonché madre adottiva) di Gon.

### Jappon
Il Jappon è una nazione insulare nel mondo di HunterxHunter, che corrisponde al Giappone nel mondo reale. Hanzo, Basho, e Nobunaga Hazama sono originari di questo paese.

### Ryuseigai
Ryuseigai (流星街?, Ryūseigai), anche detta Città delle stelle cadenti è una città sorta su un'immensa discarica, abitata da reietti che si industriano ogni giorno per recuperare qualcosa dall'ammasso di rifiuti. Kilua menziona che la città fu fondata inizialmente da un dittatore per farne un ghetto. Le persone che ci vivono non compaiono in nessun'anagrafe ufficiale e sono inesistenti agli occhi della società, nonostante il Ryuseigai ne contenga tra gli otto e i dieci milioni. Non sono molte le persone ad essere a conoscenza della sua esistenza. Dopo alcune vicissitudini alla fine la città divenne una zona franca, immune da qualsiasi inteferenza politica. Ryūseigai è la principale sede della mafia ed è lì che essa arruola i suoi collaboratori in quanto lì nessuno è registrato all'anagrafe. In cambio essa scambia armi e merci privilegiate. 
La Brigata Fantasma è quasi tutta originaria del Ryuseigai, questo spiega il motivo per cui non si hanno informazioni su nessuno dei suoi membri. È intuibile considerare che tutti i membri della brigata cresciuti lì hanno imparato la legge del più forte per potere sopravvivere. Nonostante l'accordo della mafia e Ryūseigai la brigata del ragno ha violato il loro patto, in quanto come bestie selvatiche non vogliono sottostare a nessuno.

### Meteor
Città situata nella terra delle stelle cadenti. Se ne sente parlare per la prima volta dalla domestica Canary della famiglia Zoldick che ne parla a Killua. 
Canary stessa dice di provenire da quella città, e che tutti i membri della Brigata Fantasma sono nati e cresciuti lì. Sembra essere considerata con disprezzo come una discarica da tutte le altre città del mondo.
Killua desidererebbe visitarla un giorno. Canary si offre di fargli da guida.

## Continente oscuro
Il Continente oscuro (暗黒大陸?, Ankoku tairiku) è lo spazio che si estende nel Mondo esterno. Nessuno sa con precisione che cosa contenga, ma si dice che le bestie selvagge, come le formichimere, provengano da questo luogo. Il mondo conosciuto si trova al centro di un grande lago, chiamato Moebius (メビウス?, Mebiusu).
Sembra che ogni volta che qualcuno abbia cercato di accedervi si sia verificato un disastro di proporzioni planetarie. Per questo 200 anni prima dell'inizio della storia, l'organizzazione degli stati mondiali (il V5) ha firmato un accordo che vincola gli aderenti a non andarvi mai. Lo stato di Kakin tuttavia viola questo accordo e il re Hoicoro organizza una spedizione per raggiungere il continente oscuro, con a capo Beyond Netero, il figlio di Netero. In seguito a tale accordo sono stati registrati 149 tentativi di viaggio verso il continente oscuro. Di tutte le persone che hanno partecipato a questi viaggi, solo 28 persone provenienti da 5 viaggi sono tornati. Gin ci fornisce ulteriori dettagli di questi viaggi:
- l'Impero Sahelta inviò le sue forze d'élite oltre il nord del lago, trovando un mare di alberi che si estende per ben 400 chilometri, oltre la quale si trovano le rovine di una città antica. Qua trovarono alcune erbe in grado di curare 10.000 diverse malattie, ma anche l'arma sferica Brion (ブリオン?, Burion), il guardiano delle rovine, che li decimò lasciando solo due sopravvissuti.
- la Repubblica di Minbo inviò un'altra spedizione alla ricerca dei "tre liquidi primari", ma furono circondati dalla bestia gassosa Ai (アイ?, Ai). Tornarono solo tre sopravvissuti, ma a mani vuote e privi della loro sanità mentale.
- le Nazioni Alleate di Begerose inviarono un'altra spedizione composta da 1000 persone, attraversando il nord del lago Moebius in un percorso all'interno di aspre montagne. Lì trovarono un raro minerale chiamato "Pietra fantasma", di cui un piccolo sasso è in grado di generare 20.000 kilowatt di potenza per un giorno intero una volta immerso in acqua. Purtroppo quella zona era anche il territorio della creatura che controlla gli esseri umani, Pup (パプ?, Papu), che lasciò di loro solo sette sopravvissuti.
- la Federazione Ochima inviò una spedizione nel continente alla ricerca del "Grano Nitro", un alimento capace di aumentare la longevità, attraversando il sud del lago Moebius e finendo in una palude, dove il 99% di loro caddero preda del serpente a due code Hellbell (ヘルベル?, Heruberu), che lasciò solo 11 sopravvissuti.
- il Regno di Kukanyu, a 50 anni prima della storia corrente, inviò una spedizione nel Continente Oscuro alla ricerca della pianta alchemica Metallion. Con l'aiuto di un gruppo di hunter guidati da Beyond Netero, nonostante riuscirono nel loro intento, sulla via del ritorno il gruppo sbagliò strada, e alcuni dei suoi membri finirono per contrarre la Malattia dell'Immortalità, o più semplicemente, il Morbo Zobae (ゾばエ病?, Zobae Byō). Sopravvissero solo Beyond e altri cinque, insieme ad un Hunter infettato dalla malattia, e come se non bastasse, alla fine della spedizione le piante appassirono e morirono.

L'unico sopravvissuto che è rimasto in vita è proprio Beyond. I cinque viaggi riusciti non sono stati sanzionati dal V5 e sono quindi conosciuti come i viaggi non ufficiali con l'aiuto di "guide". Senza di loro, sarebbe impossibile per gli umani  andare oltre i confini oceanici del mondo. 
Tutti i 28 sopravvissuti avevano una grande forza fisica e una sorprendente fortuna. Solo tre di loro sono riusciti a tornare alla loro vita quotidiana. Questo significa che il tasso di sopravvivenza nel continente oscuro è solo dello 0,04%.